# Gaius Iulius Callistus
Gaius Iulius Callistus war ein einflussreicher Freigelassener unter dem römischen Kaiser Claudius.
Callistus wurde als Sklave in Caligulas Haushalt verkauft und freigelassen. Seine Tochter Nymphidia war die Geliebte Caligulas. Schon unter Caligula hatte Callistus großen Einfluss, trotzdem nahm er an Verschwörungen gegen den Kaiser teil, auch an der erfolgreichen vom Januar 41 n. Chr. Unter Kaiser Claudius bekam er eine mächtige Position, bei der er die Funktion des Prokurators a libellis (für Petitionen) einnahm. Dies ermöglichte es ihm, zahlreiche Kontakte zu knüpfen und großen Reichtum anzuhäufen. Plinius der Ältere bemerkt, dass einige Freigelassene reicher waren als Marcus Licinius Crassus, der zur Zeit der Römischen Republik der reichste Mann gewesen war. Als Beispiel nennt er Callistus’ Speisesaal mit 30 Marmorsäulen aus Onyx. Bei der Beseitigung der Messalina durch Claudius hielt Callistus sich im Hintergrund. Die von Callistus vorgeschlagene Ehekandidatin Lollia Paulina lehnte Claudius ab. Dennoch konnte Callistus neben Narcissus und Pallas seinen Einfluss halten, der vor allem auf dem direkten Zugang zum Kaiser beruhte. Der Schriftsteller Scribonius Largus widmete ihm sein Werk Compositiones (medicamentorum) (Rezeptzusammenstellungen), das Callistus an Claudius übergab. Wahrscheinlich starb Callistus noch vor Claudius’ Tod.